# ZA-320
La ZA-320 es una carretera de titularidad autonómica de la Junta de Castilla y León (España) que discurre por la provincia de Zamora uniendo las carreteras ZA-330 y ZA-306 con la localidad de Carbellino.

## Recorrido y características
La vía, que tiene una longitud de 34,745 km, pertenece a la Red Complementaria Local de la red autonómica de la Junta de Castilla y León. Empieza en la término municipal de Pereruela, en la intersección con las carreteras ZA-330 y ZA-306, y termina en Carbellino en la intersección con las carreteras SC-ZA-3 y ZA-P-2220.
Pasa por las localidades de Sobradillo de Palomares, Mogátar, y Fresno de Sayago.
| Pereruela (Intersección con /) - Carbellino (Intersección con /) | Pereruela (Intersección con /) - Carbellino (Intersección con /) | Pereruela (Intersección con /) - Carbellino (Intersección con /) | Pereruela (Intersección con /) - Carbellino (Intersección con /) | Pereruela (Intersección con /) - Carbellino (Intersección con /) | Pereruela (Intersección con /) - Carbellino (Intersección con /) | Pereruela (Intersección con /) - Carbellino (Intersección con /) | Pereruela (Intersección con /) - Carbellino (Intersección con /) | Pereruela (Intersección con /) - Carbellino (Intersección con /) | Pereruela (Intersección con /) - Carbellino (Intersección con /) | Pereruela (Intersección con /) - Carbellino (Intersección con /) |
| Esquema                                                          | PK                                                               | Sentido Carbellino (creciente)                                   | Sentido Carbellino (creciente)                                   | Sentido Carbellino (creciente)                                   | Sentido Carbellino (creciente)                                   | Sentido Pereruela (decreciente)                                  | Sentido Pereruela (decreciente)                                  | Sentido Pereruela (decreciente)                                  | Sentido Pereruela (decreciente)                                  | Incidencias                                                      |
| Esquema                                                          | PK                                                               | Velocidad                                                        | Elemento                                                         | Salida                                                           | Salida                                                           | Salida                                                           | Salida                                                           | Elemento                                                         | Velocidad                                                        | Incidencias                                                      |
| Esquema                                                          | PK                                                               | Velocidad                                                        | Elemento                                                         | Dir.                                                             | Nombre                                                           | Nombre                                                           | Dir.                                                             | Elemento                                                         | Velocidad                                                        | Incidencias                                                      |
| ---------------------------------------------------------------- | ---------------------------------------------------------------- | ---------------------------------------------------------------- | ---------------------------------------------------------------- | ---------------------------------------------------------------- | ---------------------------------------------------------------- | ---------------------------------------------------------------- | ---------------------------------------------------------------- | ---------------------------------------------------------------- | ---------------------------------------------------------------- | ---------------------------------------------------------------- |
|                                                                  | 0,000                                                            |                                                                  |                                                                  |                                                                  | Las Enillas Ledesma                                              | Las Enillas Ledesma                                              |                                                                  |                                                                  |                                                                  |                                                                  |
|                                                                  | 0,000                                                            | Pueblica de Campeán Zamora                                       |                                                                  |                                                                  |                                                                  |                                                                  |                                                                  |                                                                  |                                                                  |                                                                  |
|                                                                  | 7,200                                                            |                                                                  |                                                                  | SOBRADILLO DE PALOMARES                                          | SOBRADILLO DE PALOMARES                                          | SOBRADILLO DE PALOMARES                                          | SOBRADILLO DE PALOMARES                                          |                                                                  |                                                                  |                                                                  |
|                                                                  | 7,700                                                            |                                                                  |                                                                  | SOBRADILLO DE PALOMARES                                          | SOBRADILLO DE PALOMARES                                          | SOBRADILLO DE PALOMARES                                          | SOBRADILLO DE PALOMARES                                          |                                                                  |                                                                  |                                                                  |
|                                                                  | 10,400                                                           |                                                                  |                                                                  | MOGÁTAR                                                          | MOGÁTAR                                                          | MOGÁTAR                                                          | MOGÁTAR                                                          |                                                                  |                                                                  |                                                                  |
|                                                                  | 10,700                                                           |                                                                  |                                                                  | Los Maniles                                                      | Los Maniles                                                      | Los Maniles                                                      | Los Maniles                                                      |                                                                  |                                                                  |                                                                  |
|                                                                  | 10,900                                                           |                                                                  |                                                                  | MOGÁTAR                                                          | MOGÁTAR                                                          | MOGÁTAR                                                          | MOGÁTAR                                                          |                                                                  |                                                                  |                                                                  |
|                                                                  | 15,900                                                           |                                                                  |                                                                  | FRESNO DE SAYAGO                                                 | FRESNO DE SAYAGO                                                 | FRESNO DE SAYAGO                                                 | FRESNO DE SAYAGO                                                 |                                                                  |                                                                  |                                                                  |
|                                                                  | 16,100                                                           |                                                                  |                                                                  | Peñausende El Cubo de Tierra del Vino                            | Peñausende El Cubo de Tierra del Vino                            | Peñausende El Cubo de Tierra del Vino                            | Peñausende El Cubo de Tierra del Vino                            |                                                                  |                                                                  |                                                                  |
|                                                                  | 16,300                                                           |                                                                  |                                                                  | Bermillo de Sayago Torrefrades                                   | Bermillo de Sayago Torrefrades                                   | Bermillo de Sayago Torrefrades                                   | Bermillo de Sayago Torrefrades                                   |                                                                  |                                                                  |                                                                  |
|                                                                  | 16,600                                                           |                                                                  |                                                                  | FRESNO DE SAYAGO                                                 | FRESNO DE SAYAGO                                                 | FRESNO DE SAYAGO                                                 | FRESNO DE SAYAGO                                                 |                                                                  |                                                                  |                                                                  |
|                                                                  | 26,100                                                           |                                                                  |                                                                  | Escuadro Viñuela de Sayago                                       | Escuadro Viñuela de Sayago                                       | Escuadro Viñuela de Sayago                                       | Escuadro Viñuela de Sayago                                       |                                                                  |                                                                  |                                                                  |
|                                                                  | 26,500                                                           |                                                                  |                                                                  | ALMEIDA DE SAYAGO                                                | ALMEIDA DE SAYAGO                                                | ALMEIDA DE SAYAGO                                                | ALMEIDA DE SAYAGO                                                |                                                                  |                                                                  |                                                                  |
|                                                                  | 26,800                                                           |                                                                  |                                                                  |                                                                  | Bermillo de Sayago Carbellino                                    | Bermillo de Sayago Carbellino                                    |                                                                  |                                                                  |                                                                  | Inicio tramo compartido con                                      |
|                                                                  | 26,800                                                           | Ledesma                                                          |                                                                  |                                                                  |                                                                  |                                                                  |                                                                  |                                                                  |                                                                  | Inicio tramo compartido con                                      |
|                                                                  | 26,800                                                           | Fresno de Sayago Zamora                                          |                                                                  |                                                                  |                                                                  |                                                                  |                                                                  |                                                                  |                                                                  | Inicio tramo compartido con                                      |
|                                                                  | 27,300                                                           |                                                                  |                                                                  |                                                                  | Bermillo de Sayago                                               | Bermillo de Sayago                                               |                                                                  |                                                                  |                                                                  | Final tramo compartido con                                       |
|                                                                  | 27,300                                                           | Ledesma Zamora                                                   |                                                                  |                                                                  |                                                                  |                                                                  |                                                                  |                                                                  |                                                                  | Final tramo compartido con                                       |
|                                                                  | 27,300                                                           | Carbellino                                                       |                                                                  |                                                                  |                                                                  |                                                                  |                                                                  |                                                                  |                                                                  | Final tramo compartido con                                       |
|                                                                  | 27,600                                                           |                                                                  |                                                                  | ALMEIDA DE SAYAGO                                                | ALMEIDA DE SAYAGO                                                | ALMEIDA DE SAYAGO                                                | ALMEIDA DE SAYAGO                                                |                                                                  |                                                                  |                                                                  |
|                                                                  | 34,300                                                           |                                                                  |                                                                  | CARBELLINO                                                       | CARBELLINO                                                       | CARBELLINO                                                       | CARBELLINO                                                       |                                                                  |                                                                  |                                                                  |
|                                                                  | 34,745                                                           |                                                                  |                                                                  |                                                                  | Roelos de Sayago                                                 | Roelos de Sayago                                                 |                                                                  |                                                                  |                                                                  |                                                                  |
|                                                                  | 34,745                                                           | Urbanización                                                     | Urbanización                                                     |                                                                  | 2,4 km                                                           |                                                                  |                                                                  |                                                                  |                                                                  |                                                                  |
|                                                                  | 34,745                                                           | Almeida de Sayago Zamora                                         |                                                                  |                                                                  |                                                                  |                                                                  |                                                                  |                                                                  |                                                                  |                                                                  |